# Česko-anglické gymnázium České Budějovice
Česko-anglické gymnázium České Budějovice je českobudějovické gymnázium se všeobecným zaměřením, kladoucí důraz na výuku jazyků. Jeho kapacita činí 300 studentů a nabízí čtyřleté a osmileté studium. Sídlí v ulici Třebízského v Suchém Vrbném.

## Historie
Gymnázium založil v roce 1992 budějovický učitel a pozdější krajský hejtman Jan Zahradník. Zprvu si škola prostory pronajímala na stavebním učilišti v Nerudově ulici, v roce 1993 získala vlastní budovu bývalé německé školy v Suchém Vrbném.

## Slavní studenti a absolventi
- Daniel Bambas, herec[4]
- Tomáš Stráský, fotbalista
- Lukáš Sedlák, hokejista[5]